# Simulium peggyae
Simulium peggyae är en tvåvingeart som beskrevs av Takaoka 1995. Simulium peggyae ingår i släktet Simulium och familjen knott. Inga underarter finns listade i Catalogue of Life.